# Al Jabal al Gharbi (distrikt)
Al Jabal al Gharbi (arabiska: الجبل الغربي) är ett av Libyens tjugotvå distrikt (shabiyah). Den administrativa huvudorten är Gharyan. Distriktet gränsar mot distrikten Surt, Misratah, Al Murgub, Al Jfara, Az Zawiyah, An Nuqat al Khams, Nalut, Wadi Al Shatii och Al Jufrah. 